# آرنولد سیتی (پنسیلوانیا)
آرنولد سیتی (به انگلیسی: Arnold City) یک منطقهٔ مسکونی در ایالات متحده آمریکا است که در شهرستان فایت، پنسیلوانیا واقع شده‌است. آرنولد سیتی ۱٫۱۶ کیلومتر مربع مساحت و ۴۹۸ نفر جمعیت دارد و ۲۸۹٫۵۶ متر بالاتر از سطح دریا واقع شده‌است.